# Mohorovičićova diskontinuita

Písmeno A označuje Mohorovičićovu diskontinuitu

Mohorovičićova diskontinuita nebo Mohorovičićova vrstva nespojitosti či Mohorovičićova plocha diskontinuity (známá také pod zkratkou MOHO) je vrstva, která geologicky definuje přechod zemské kůry a svrchního pláště. Nachází se v rozmezí hloubek 20–90 kilometrů pod kontinenty a 10–20 kilometrů pod oceány. V Česku se pohybuje vrstva mezi 30. a 40. kilometrem pod zemským povrchem. Jedná se o první významnou diskontinuitu v zemských obalech, na kterém dochází ke skokovému zpomalení pohybu seismických vln a to z 8 km/s na 7,6 km/s. Diskontinuita netvoří jednoduchou sférickou plochu, ale je místy zprohýbaná v závislosti na nadloží. Materiál pod diskontinuitou má větší hustotu než zemská kůra, což zajišťuje nadnášení především kontinentální kůry, která se nezanořuje zpět do pláště.
Z pohledu kyselosti magmat bychom mohli hovořit o přechodu mezi kyselým a zásaditým prostředím.
Svůj název nese diskontinuita po chorvatském geofyzikovi Mohorovičićovi, který ji objevil v roce 1909 během výzkumů zemětřesení na Balkánském poloostrově.